# Ignacio Morones Prieto
Ignacio Morones Prieto (* 3. März 1899 (nach anderen Angaben: 2. März 1900) in Linares, Nuevo León; † 30. Oktober 1974 in Mexiko-Stadt) war ein mexikanischer Politiker der Partido Revolucionario Institucional (PRI), der unter anderem von 1949 bis 1952 Gouverneur des Bundesstaates Nuevo León, zwischen 1952 und 1958 Minister für Gesundheit und Wohlfahrt (Secretario de Salubridad y Asistencia), von 1960 bis 1966 Botschafter in Frankreich sowie zuletzt zwischen 1966 und 1970 Generaldirektor des Instituts für soziale Sicherheit IMSS (Instituto Mexicano del Seguro Social) war.

## Leben
Ignacio Morones Prieto, Sohn von Ignacio Morones und Teresa Prieto, begann nach dem Besuch der Grundschule sowie das Colegio Civil in Monterrey ein grundständiges Studium am Instituto Científico y Literario de San Luis Potosí. Ein darauf folgendes Studium der Medizin an der Universidad Autónoma de San Luis Potosí (UASLP) beendete er 1923. Ein darauf folgendes postgraduales Studium der Medizin an der Sorbonne, der Universität von Paris, schloss er 1928 ab. Nach seiner Rückkehr war er zwischen 1928 und 1945 als Praktischer Arzt tätig. Darüber hinaus lehrte er von 1928 bis 1932 als Professor für äußere Pathologie an der Universidad Autónoma de San Luis Potosí und war dort anschließend zwischen 1933 und 1940 als Professor für klinische Chirurgie tätig. Er war zudem zeitweise Dozent am Colegio Civil sowie am Instituto Científico y Literario de San Luis Potosí sowie Dekan der Medizinischen Fakultät der UASLP. 1940 wurde er als Nachfolger von Vicente Gómez Sologuren Rektor der Universidad Autónoma de San Luis Potosí und bekleidete diese Funktion bis 1946, woraufhin Jesús N. Noyola ihn ablöste. 1946 wechselte er ins Ministerium für Gesundheit und Wohlfahrt und war dort zunächst kurzzeitig Leiter der Abteilung Gesundheit sowie anschließend zwischen 1946 und 1949 Unterstaatssekretär für Gesundheit.
Als Nachfolger von Arturo B. de la Garza übernahm Morones Prieto am 4. Oktober 1949 den Posten als Gouverneur des Bundesstaates Nuevo León und bekleidete diesen bis zum 1. Dezember 1952, woraufhin José S. Vivanco ihn ablöste. Im Anschluss wurde er am 1. Dezember 1952 von Präsident Adolfo Ruiz Cortines als Minister für Gesundheit und Wohlfahrt (Secretario de Salubridad y Asistencia) in dessen Kabinett berufen und behielt dieses Ministeramt bis zum Ende der sechsjährigen Amtszeit von Ruiz Cortines am 30. November 1958. 1958 bewarb er sich bei den parteiinternen Vorwahlen für die Kandidatur der PRI bei der Präsidentschaftswahl, unterlag aber Adolfo López Mateos.
Präsident López Mateos berief ihn 1959 als Nachfolger von Jaime Torres Bodet zum Botschafter in Frankreich. Er hatte diesen Posten von 1960 bis 1966 inne und wurde danach von Silvio Zavala abgelöst. Zuletzt wurde Morones Prieto 1966 Nachfolger von Sealtiel Alatriste Ábrego als Generaldirektor des Instituts für soziale Sicherheit IMSS (Instituto Mexicano del Seguro Social) und hatte diese Funktion bis 1970 inne, woraufhin Carlos Gálvez Betancourt ihn ablöste.
Ihm zu Ehren wurde das Hospital Central Dr. Ignacio Morones Prieto benannt. Sein Neffe Alejandro Morones Ochoa war zwischen 1982 und 1988 Unterstaatssekretär im Tourismusministerium.